# Pangasius kunyit
Pangasius kunyit ist eine Fischart aus der Gattung Pangasius, innerhalb der Familie der Haiwelse. Die Art kommt in den größeren Wasserläufen Sumatras und Borneos vor. 2003 wurden aus der Art die Arten Pangasius mekongensis und Pangasius sabahensis ausgegliedert.

## Merkmale
Die Art hat einen breiten, gerundeten Kopf mit vorstehender Schnauze. Die Zahnplatte am Zwischenkieferbein ist bei geschlossenem Maul sichtbar. Die Barteln sind mittellang und erreichen nicht den Rand des Kiemendeckels. Die Kiemenreuse hat 24 bis 32 Strahlen am ersten Bogen. Der Körper ist sehr hoch. Die Rückenflosse trägt zwei Hartstrahlen, von denen der erste sehr kurz ist, und sechs oder sieben Weichstrahlen, von denen der erste manchmal eine filamentartige Verlängerung trägt. Der lange Hartstrahl weist auf der Vorderseite eine bis zu 44-zähnige Sägung auf. Die Brustflossen weisen 10 bis 11 Weichstrahlen auf, von denen der erste manchmal filamentartig verlängert ist. Die Bauchflossen weisen sechs Weichstrahlen auf, die Afterflosse 29 bis 35. Die Fettflosse ist gut entwickelt, die Schwanzflosse ist kurz. Der Rücken ist dunkel, der Bauch weißlich gefärbt. Bei lebenden oder frisch gefangenen Tieren zeigt sich ein goldener Schimmer auf Rücken, Flanken und Flossen. Tiere aus höheren Flussregionen sind allgemein heller. Die Art erreicht eine Länge von bis zu 70 cm.

## Lebensweise
Die Art besiedelt tiefes Süß- und Brackwasser und ernährt sich von Weichtieren, Gliederfüßern, Fischen und Pflanzen. Im Magen von Tieren aus Mündungsbereichen wurden auch marine Wirbellose gefunden.